# الحجة الكلامية

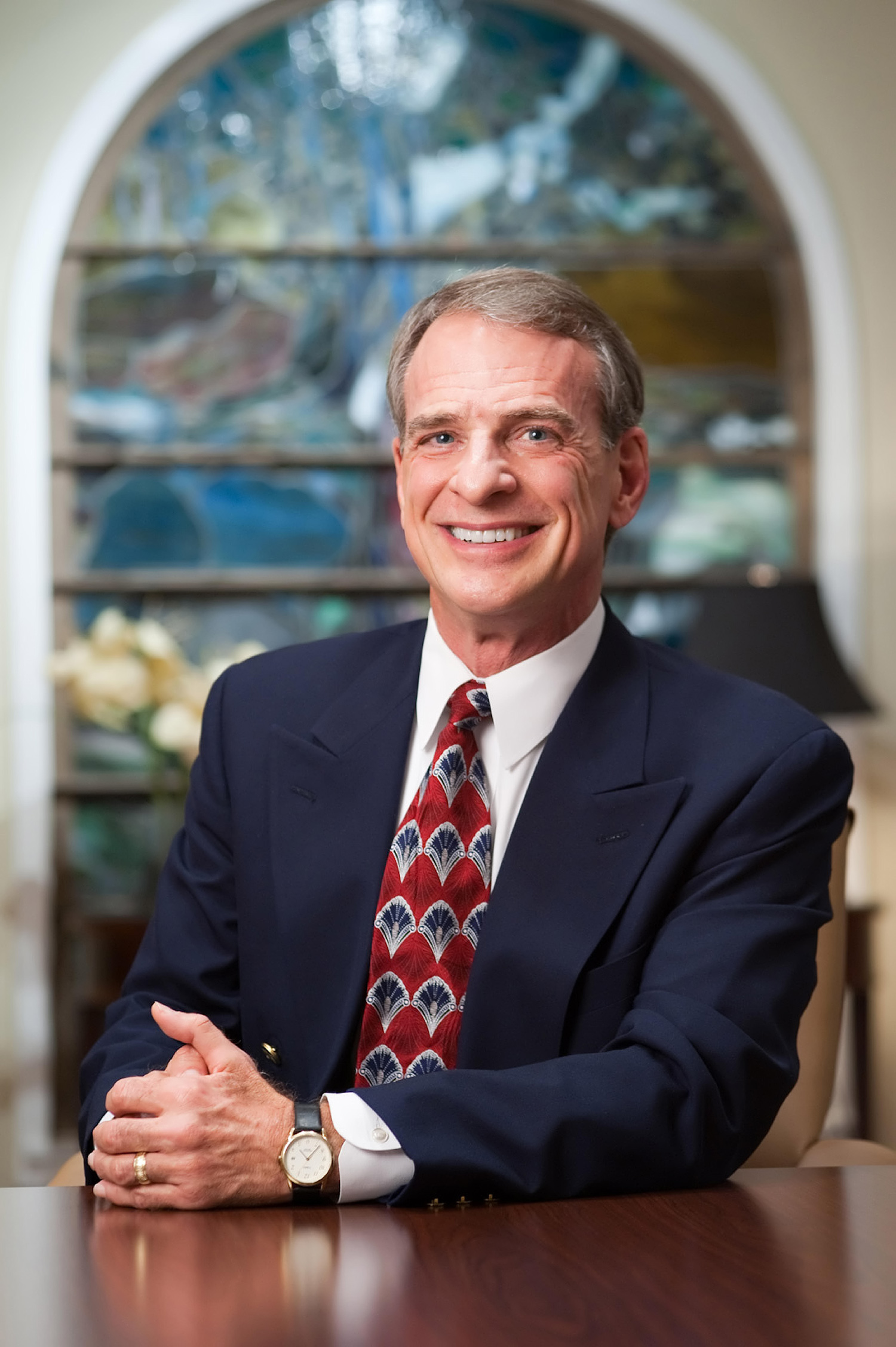
ويليام لين كريج

حجة الكلام الكونية هي صياغة حديثة للحجة الكونية لوجود الله؛ سميت الحجة الكلامية لأنها مشتقة من علم الكلام (ما تسميه المدرسة الإسلامية في العصور الوسطى بدليل الحدوث)، وقد نشرها وليام لين كرايغ في كتابه حجة الكلام الكونية The Kalām Cosmological Argument 1979، وقد ألفه كثمرة لما درسه عند جون هيك.
تشبه هذه الحجة حجة العلة الأولى أو السبب الأول في الأرسطية لأن أساسها يعتمد على طبيعة السببية والحجة ضد احتمال حدوث التسلسل في القدم. ومع ذلك، فإن أرسطو نفسه لم يؤمن بكون محدود زمنيًا وتتعلق حجته بالأسباب التي توجد في وقت واحد معًا. سميت الحجة الكلامية من الكلمة العربية «الكلام»، لأن كرايغ الذي يجادل لنفي احتمال اللانهاية الفعلية زمنيًا، قد تتبع الفكرة إلى الفيلسوف المسلم في القرن الحادي عشر الغزالي. إن معنى تسميتها بالحجة الكلامية؛ أن الله قد تكلم (أو لنكون أكثر دقة «أراد») فقال للكون «كن» فجاء إلى حيز الوجود.
منذ نشر كريج كتابه الأصل، أثارت حجة كلام الكونية نقاشًا علنيًا بين كريغ وجراهام أوبي، وأدولف غرونباوم، وجيه إل ماكي وكوينتين سميث، واستخدمت في الدفاع عن المسيحية. 
ترتكز حجة كلام على استحالة وجود لانهائي فعلي و/أو اجتياز الزمن اللانهائي، وهو ما يميزها عن الحجج الكونية الأخرى مثل تلك التي استند إليها توماس أكويناس، والتي تستند إلى استحالة التسلسل اللانهائي، كما يميزها عن طرح لايبنز وكلارك، الذي يستخدم مبدأ العلة الكافية.

## شكل الحجة
الشكل الأكثر شهرة للحجة كما دافع عنها ويليام لين كريج، اعتبار حجة الكلام الكونية هي القياس المنطقي التالي:
1. كل ما له بداية في الوجود له سبب؛
2. بدأ الكون في الوجود؛
وبالتالي،
3. الكون له سبب.

بناء على النتيجة، يلحق كريج فرضية ونتيجة بناءً على تحليل مفاهيمي لخصائص السبب:
1. الكون له سبب؛
2. إذا كان للكون سبب، فهو خالق شخصي للكون وهو دون الكون ليس له بداية، لا يتغير، غير مادي، لا يتصف بالزمان، لا يتصف بالمكان، وقوي للغاية؛
وبالتالي،
3. يوجد خالق شخصي للكون وهو دون الكون ليس له بداية، لا يتغير، غير مادي، لا يتصف بالزمان، لا يتصف بالمكان، وقوي للغاية؛

في إشارة إلى الآثار المترتبة على الإيمان باللاهوتية الكلاسيكية Classical theism التي تنبثق من هذه الحجة، يكتب كريج:
«... متجاوزًا الكون بأكمله، يوجد سبب جلب الكون إلى الوجود من العدم... لقد وجد الكون كله بسبب شيء يتجاوزه وأكبر منه. وليس سراً أن أحد أهم المفاهيم لما يقصده اللاهوتيين من قولهم» الله«أنه خالق السماء والأرض.»

## الخلفية التاريخية
تستند حجة الكلام الكونية إلى مفهوم المحرك أو السبب الرئيسي، الذي أدخله أرسطو، ودخل الفلسفة المسيحية أو الأفلاطونية المبكرة في العصور القديمة المتأخرة، التي طورها يوحنا السكندري أو جون فيلوبونوس. جنبًا إلى جنب مع الكثير من الفلسفة اليونانية الكلاسيكية، تم تبني المفهوم في الدين الإسلامي في العصور الوسطى، حيث تبلور تمامًا على أيدي العلماء المسلمين، وبشكل مباشر من قبل علماء الدين الإسلاميين أهل السنة والجماعة. وكان من أنصار الحجة الكندي، والغزالي،  وكذلك القديس بونافنتورا.
إحدى أوائل الصيغ للحجة الكونية في الإسلام وضعها الكندي (القرن التاسع)، الذي كان أحد أوائل الفلاسفة الإسلاميين الذين حاولوا تقديم حجة لوجود الله بناء على أسس تجريبية بحتة. وكانت مساهمته الرئيسية هي الحجة الكونية (أو دليل الحدوث) لوجود الله، في مؤلفه «الفلسفة الأولى». وقد كتب:
«كل كائن يبدأ لديه سبب لبدايته؛ العالم الآن كائن له بداية، وبالتالي فله سبب لبدايته».
تطورت الحجة الكونية بين القرنين التاسع والحادي عشر كمفهوم في اللاهوت الإسلامي. ونقحت في القرن الحادي عشر من قبل الغزالي (تهافت الفلاسفة)، وطورت في القرن الثاني عشر من قبل ابن رشد. ثم وصلت إلى الفلسفة المسيحية في العصور الوسطى في القرن الثالث عشر، وناقشها بونافنتور، وكذلك توما الأكويني في كتابه «الخلاصة اللاهوتية» (I ، q.2، a.3) وفي «خلاصة الردود على الآخرين».
يمكن تقسيم المنظورات الإسلامية إلى ردود أرسطية إيجابية تدعم الحجة بقوة، كتلك التي أجراها الكندي، وابن رشد، وردود فعل سلبية تنتقدها، بما في ذلك تلك التي أجراها الغزالي ومحمد إقبال. لم يكن الغزالي مقتنعًا بحجج الكندي الأولى، بحجة أن اللانهائي بحد ذاته هو المستحيل فقط، وأن اللانهائي العرضي ممكن. وقد كتب:
«وفقا للفرضية قيد النظر، فقد ثبت أن جميع الكائنات في العالم لها سبب. والآن، دع أن السبب نفسه له سبب، وسبب السبب له سبب آخر، وهكذا إلى ما لا نهاية. لا ينبغي أن تقول إن التسلسل في القدم للأسباب بلا حدود أمر مستحيل.»
ويقول وذكر محمد إقبال أيضًا:
"يمكن للتأثير المحدود أن يعطي فقط سببًا محدودًا، أو على الأكثر سلسلة لا حصر لها من هذه الأسباب. لإنهاء المسلسل عند نقطة معينة، ورفع عضو واحد من المسلسل إلى كرامة سبب أول لا مسبب له، فهو هجر قانون السببية ذاته الذي تنطلق منه الحجة بأكملها. (وهذا من أوائل ما كتبه إقبال في شبابه)

## التأثير المعاصر
عدد المقالات الفلسفية المتعلقة بما يطرحه الفيلسوف الدفاعي المسيحي كريج عن الحجة الكلامية أكثر من أي صياغة معاصرة لفيلسوف حول أدلة وجود الله. وتلقت الحجة النقد من فلاسفة وعلماء ملحدون. يشمل النقاش المعاصر مجالات الفلسفة والعلوم (فيزياء الكم وعلم الكونيات)، ويلخصه بروس ريشنباخ Bruce Reichenbach على النحو التالي:
«... إن كان يجب أن يكون هناك سبب للوجود الطبيعي الأول، وإن كان شيء مثل الكون يمكن أن يكون محدودًا ولا توجد له بداية، وطبيعة اللانهائية وصلتها بالواقع».

### الفرضية الأولى: «كل ما يبدأ الوجود له سبب».
يدافع كريج عن الفرضية الأولى على النحو التالي:
1. الحدس العقلاني: يقول أن الفرضية الأولى صحيحة بذاتها، استنادًا إلى المبدأ السببي القائل «لا يمكن أن يأتي شيء ما من لا شيء»، أو «لا شيء يأتي من العدم»، الذي نشأ من فلسفة Parmenidean . وهو يؤكد أن هذا مبدأ أساسي في العلوم.
2. برهان الخلف: إذا كان خطأ، فلا يمكن تعليل سبب عدم ظهور أي شيء وكل شيء عشوائيًا دون وجود سبب.
3. الاستدلال الاستقرائي من كل من الخبرة العامة والأدلة العلمية، والتي تؤكد دومًا ولا تدحض صحة الفرضية الأولى.

وفقا لريشنباخ، «كان المبدأ السببي موضوع انتقادات طويلة»، ويمكن تقسيمها إلى انتقادات فلسفية وعلمية.

#### الاعتراضات الفلسفية
اعترض غراهام أوبي وجيه إل ماكي وويس موريستون على اعتبار الفرضية الأولى حدسية. يقول أوبي:
«أنا وماكي، وجرونباوم، وسميث وكثيرون، نخالف الفرضية الأولى: لماذا يجب أن يفترض أن كل شيء له بداية في الوجود له سبب لوجوده؟»
وادعى ماكي أنه لا يوجد سبب وجيه لافتراض بديهي باستحالة وجود بداية غير مسببة لكل شيء. علاوة على ذلك، لا يمكن استقراء المبدأ السببي للكون من التجربة الاستقرائية. واستند على ما طرحه الفيلسوف الشكاك ديفيد هيوم في (بحث في الفهم البشري) أنه يمكن في العقل تصور الآثار دون وجود أسباب لها، وأن ما يمكن تصوره في العقل ممكن في العالم الواقعي!. وانتقد هذا الرد من قبل بروس رايشنباخ وإليزابيث أنسكوم، فأشارا إلى مشاكل الظاهراتية والمشاكل المنطقية في استنتاج وجود الإمكانية الواقعية لمجرد المعقولية. ولاحظ كريغ:
"هيوم نفسه يؤمن تمامًا بمبدأ السببية. يفترض مسبقًا في كل كتابه "بحث" أن الأحداث لها أسباب، وفي عام 1754 كتب إلى جون ستيوارت، "لكن اسمح لي أن أخبرك أنني لم أؤكد مطلقًا اقتراح سخيفًا مثل هذا بأنه قد يحدث أي شيء دون سبب".
يؤكد موريستون أن القوانين السببية هي عمليات فيزيائية نملك بخصوصها معرفة بديهية في سياق الأحداث في الزمان والمكان، ولكن هذه البديهيات لا تنطبق على بداية الزمن نفسه. ويقول:
«ليس لدينا خبرة في أصل العوالم لتخبرنا أن العوالم لا تأتي إلى حيز الوجود هكذا. ليس لدينا حتى خبرة بالخروج إلى حيز الوجود لأي شيء مماثل لـ» المتفردة الأولى«التي تظهر في نظرية الانفجار العظيم لنشأة الكون.»  ورد كريج على ذلك بأن القوانين السببية هي حقائق ميتافيزيقية غير مقيدة «لا تتوقف على الخصائص، أو القوى السببية، أو طباع الأنواع الطبيعية للمواد التي قد توجد»، ملاحظًا:
| الحجة الكلامية | إن تاريخ علم الكونيات الفلكية في القرن العشرين يكذب ادعاء موريستون بأن الناس لا يملكون حدسًا قويًا بخصوص الحاجة إلى تفسير سببي لأصل الزمن والكون. | الحجة الكلامية |

#### الفيزياء الكمومية
هنالك اعتراض شائع على المقدمة الأولى يعتمد على ظاهرة اللاتعيين الكمومي، فعلى المستوى دون الذري، يبدو ظاهريًا أن السببية تتعطل (أي يتعطل مفهومها الاعتيادي، فالكمومية لا تنفي السببية مطلقًا). ورد كريغ على ظاهرة عدم التعيين يخص نفسير كوبنهاغن من ميكانيكا الكم. وأن هذا مجرد أحد تفسيرات مختلفة عديدة، وبعضها تفسيرات تتصف بالحتمية التامة، (وذكر منها تفسير ديفيد بوم) ولا يعلم إلى الآن إن كان أحدها صحيحًا، واستنتج كريغ بأن فيزياء الجسيمات الدقيقة ليست استثناء مثبتًا للمقدمة الأولى للحجة.